# 5. pluk speciálního určení
5. pluk speciálního určení (slovensky 5. pluk špeciálneho určenia) je elitní pluk a zároveň jediná speciální jednotka v Ozbrojených silách Slovenské republiky. Pluk nese čestné jméno Žilinský pluk Jozefa Gabčíka a jeho velitelství sídlí v Žilině. V září 2011 byla jednotka poprvé vyslána do bojových podmínek. Jednalo se o misi do Afghánistánu.
5. pluk speciálního určení spadá pod přímé velení Generálního štábu OS SR. Jeho velitelem je s přestávkou od roku 2001 plukovník Ľubomír Šebo. V jednotce slouží okolo 450 osob, které jsou cvičeny k plnění úkolů v širokém spektru klimatických a geografických podmínek. Příslušníci této jednotky se účastní vojenských cvičení s příslušníky speciálních sil jiných zemí. Úzce také spolupracují s Útvarem zvláštního určení Prezídia Policejního sboru. Pluk používá standardní výzbroj Ozbrojených sil, ale částečně je vybaven i modernějšími zbraněmi.

## Zahraniční působení

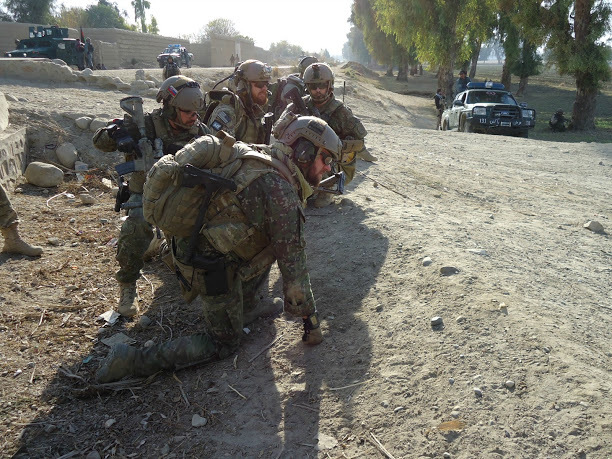
Příslušníci pluku v Afghánistánu

V září 2011 odjelo 16 členů pluku na šestiměsíční misi ISAF v Afghánistánu. Na prvním turnusu získali vojáci informace, které vedly k zadržení jednoho z velitelů Talibánu. Slovenští vojáci měli za úkol kromě výcviku speciálních jednotek afghánské policie také shromažďování informací. V dubnu 2013 se vrátili účastníci třetího turnusu.
27. prosince 2013 došlo asi kilometr od americké základny Camp Phoenix k sebevražednému útoku na konvoj mezinárodních sil, při kterém zahynuli dva příslušníci 5. pluku speciálního určení a jeden americký voják. Při explozi bylo zraněno také 6 civilistů. K útoku se přes svého mluvčího Zabiulláha Mudžáhida přihlásil Talibán. 

## Výzbroj
- Glock 17
- Heckler & Koch MP5
- Heckler & Koch UMP
- Samopal vzor 58
- Heckler & Koch HK416
- Heckler & Koch HK417
- Heckler & Koch G36
- FN MINIMI
- AI AW 50
- Carl Gustaf M3
- RPG-75